# Saint-Martin-de-Boscherville
Saint-Martin-de-Boscherville è un comune francese di 1 477 abitanti situato nel dipartimento della Senna Marittima nella regione della Normandia.
Vi sorge l'abbazia maurista di San Giorgio.

## Società

### Evoluzione demografica
Abitanti censiti